# (6888) 1971 BD3
A (6888) 1971 BD3 a Naprendszer kisbolygóövében található aszteroida. Carlos Torres és J. Petit fedezte fel 1971. január 27-én.